# Eupithecia stomachosa
Eupithecia stomachosa är en fjärilsart som beskrevs av András Vojnits 1980. Eupithecia stomachosa ingår i släktet Eupithecia och familjen mätare. Inga underarter finns listade i Catalogue of Life.